# Lacroix (cratère)
Pour les articles homonymes, voir Lacroix.
Lacroix est un cratère lunaire situé sur la face visible de la Lune dans l'hémisphère sud. Il se trouve au nord-ouest du grand cratère Schickard. Ce cratère a un aspect circulaire bien visible, car peu touché par les impacts ultérieurs. Le plancher intérieur du cratère Lacroix est sans réel relief.
En 1935, l'Union astronomique internationale a donné le nom de le mathématicien français Sylvestre-François Lacroix à ce cratère lunaire.
Par convention, les cratères satellites sont identifiés sur les cartes lunaires en plaçant la lettre sur le côté du point central du cratère qui est le plus proche de Lacroix.
| Lacroix | Latitude | Longitude | Diamètre |
| ------- | -------- | --------- | -------- |
| A       | 35,1° S  | 55,2° W   | 13 km    |
| B       | 37,0° S  | 60,4° W   | 8 km     |
| E       | 40,0° S  | 62,9° W   | 19 km    |
| F       | 40,7° S  | 61,6° W   | 15 km    |
| G       | 36,7° S  | 59,1° W   | 47 km    |
| H       | 38,6° S  | 57,8° W   | 13 km    |
| J       | 38,4° S  | 59,3° W   | 18 km    |
| K       | 35,2° S  | 57,7° W   | 45 km    |
| L       | 35,7° S  | 58,3° W   | 8 km     |
| M       | 36,0° S  | 56,9° W   | 13 km    |
| N       | 37,2° S  | 57,8° W   | 14 km    |
| P       | 35,2° S  | 53,7° W   | 9 km     |
| R       | 34,5° S  | 60,1° W   | 19 km    |